# Kobe Corbanie
Kobe Corbanie (10 maggio 2005) è un calciatore belga, difensore dell'Anversa.

## Carriera

### Club
Corbanie è cresciuto nel settore giovanile dell'Anversa ed ha debuttato in prima squadra il 15 gennaio 2023 nell'incontro di Pro League perso 2-0 contro l'Union Saint-Gilloise. Il 30 giugno seguente ha firmato il suo primo contratto professionistico ed il 4 febbraio 2024 ha segnato il suo primo gol in carriera nell'incontro vinto 2-1 contro il Club Bruges.

### Nazionale
Ha giocato nelle nazionali giovanili belghe Under-17, Under-18 ed Under-19.

## Statistiche

### Presenze e reti nei club
Statistiche aggiornate al 3 novembre 2024.
| Stagione        | Squadra            | Campionato      | Campionato | Campionato | Coppe nazionali | Coppe nazionali | Coppe nazionali | Coppe continentali | Coppe continentali | Coppe continentali | Altre coppe | Altre coppe | Altre coppe | Totale | Totale | Totale |
| Stagione        | Squadra            | Comp            | Pres       | Reti       | Comp            | Pres            | Reti            | Comp               | Pres               | Reti               | Comp        | Pres        | Reti        | Pres   | Reti   |        |
| --------------- | ------------------ | --------------- | ---------- | ---------- | --------------- | --------------- | --------------- | ------------------ | ------------------ | ------------------ | ----------- | ----------- | ----------- | ------ | ------ | ------ |
| 2022-2023       | Young Reds Antwerp | D3              | 15         | 0          | -               | -               | -               | -                  | -                  | -                  | -           | -           | -           | 15     | 0      |        |
| 2023-2024       | Young Reds Antwerp | D3              | 5          | 0          | -               | -               | -               | -                  | -                  | -                  | -           | -           | -           | 5      | 0      |        |
| 2022-2023       | Anversa            | D1              | 6          | 0          | CB              | 1               | 0               | -                  | -                  | -                  | -           | -           | -           | 7      | 0      |        |
| 2023-2024       | Anversa            | D1              | 10         | 1          | CB              | 4               | 1               | UCL                | 2                  | 0                  | -           | -           | -           | 16     | 2      |        |
| 2024-2025       | Anversa            | D1              | 9          | 0          | CB              | 1               | 0               | -                  | -                  | -                  | -           | -           | -           | 10     | 0      |        |
| Totale carriera | Totale carriera    | Totale carriera | 45         | 1          |                 | 6               | 1               |                    | 2                  | 0                  |             | -           | -           | 53     | 2      |        |

## Palmarès

### Club

#### Competizioni nazionali
- Campionato belga: 1

Anversa: 2022-2023
- Coppa del Belgio: 1

Anversa: 2022-2023
- Supercoppa del Belgio: 1

Anversa: 2023